# Ramna Stacks
Die Ramna Stacks sind eine Gruppe unbewohnter Felseninseln im Nordwesten der zu Schottland zählenden Shetlands, vor der Mainland-Halbinsel Northmaven und Teil der gleichnamigen Civil Parish. Sie liegen nordwestlich der Insel Gruney und etwa 2,5 Kilometer nördlich des Point of Fethaland, dem nördlichsten Punkt der Hauptinsel Mainland, im Nordatlantik. Die Ramna Stacks erstrecken sich in nord-südlicher Richtung über eine Strecke von rund einem Kilometer bei einer Ausdehnung in ost-westlicher Richtung von etwa 200 Metern und erreichen eine Höhe von bis zu knapp 50 Metern. Die benannten heißen, von Nord nach Süd:
| Insel              | Fläche (ha) | Höhe (m) | Koordinaten                       |
| ------------------ | ----------- | -------- | --------------------------------- |
| Gaut Skerries      | 0,07        | ...      | 60° 39′ 51,7″ N, 001° 19′ 00,6″ W |
| Outer Stack        | 0,86        | ...      | 60° 39′ 44,7″ N, 001° 18′ 46,5″ W |
| Scordar            | 0,41        | 44       | 60° 39′ 41,7″ N, 001° 18′ 57,0″ W |
| Turla              | 0,16        | ...      | 60° 39′ 34,1″ N, 001° 18′ 56,4″ W |
| Speolk             | 0,02        | ...      | 60° 39′ 30,7″ N, 001° 19′ 00,2″ W |
| Hyter (fr. Driter) | 0,18        | ...      | 60° 39′ 28,9″ N, 001° 18′ 57,8″ W |
| Stab               | 0,05        | ...      | 60° 39′ 27,5″ N, 001° 18′ 55,0″ W |
| Ofoora             | 0,17        | ...      | 60° 39′ 26,4″ N, 001° 18′ 51,8″ W |
| Fladda             | 0,82        | ...      | 60° 39′ 22,4″ N, 001° 18′ 52,5″ W |
| Ramna Stacks       | 2,8         | 50       | 60° 39′ 32,0″ N, 001° 19′ 03,0″ W |

Als einzige der Ramna Stacks weist Fladda eine nennenswerte Vegetation auf, hauptsächlich aus Gräsern und basierend auf Torf-Boden. Die übrigen Inseln der Gruppe bestehen im Wesentlichen aus nacktem Fels. Auf Fladda findet sich ein markantes Felsentor.
Die Ramna Stacks dienen verschiedenen Arten von Seevögeln als wichtige Brutstätte. Gemeinsam mit Gruney sind sie daher unter der Bezeichnung Ramna Stacks and Gruney sowohl als Naturschutzgebiet (SSSI) als auch als Schutzgebiet nach der EU-Vogelschutzrichtlinie (SPA) ausgewiesen. Beide fallen zudem in das SSSI Uyea – North Roe Coast.